# Kultura Tolima

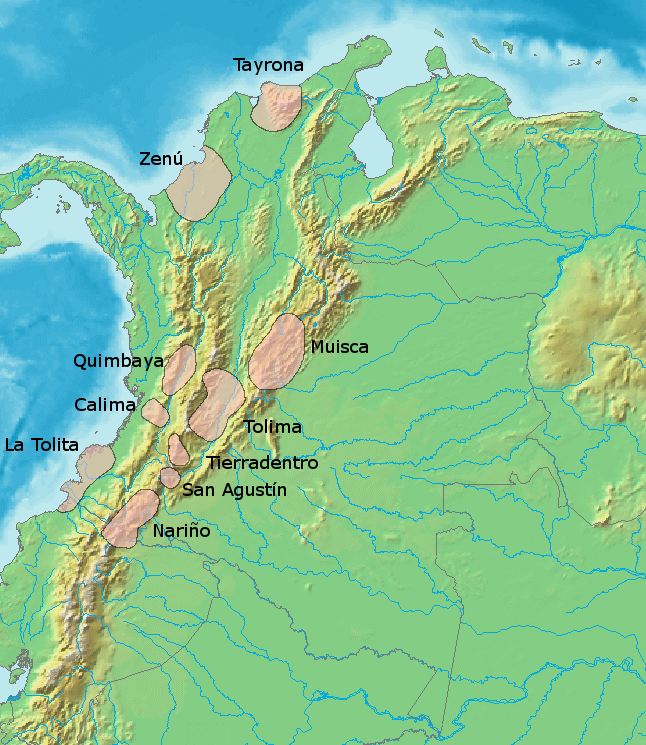
Prekolumbijskie kultury na obszarze współczesnej Kolumbii (obszar kultury Tolima na południowy zachód od współczesnej Bogoty)

Kultura Tolima – kultura prekolumbijska z terenów współczesnej Kolumbii, rozwijająca się między 200 z 1000 n.e.  nad środkowym biegiem rzeki Magdalena.

## Zajęcia ludności
Przedstawiciele tej kultury zajmowali się głównie rolnictwem i rzemiosłem. Wysoki poziom, podobnie jak w sąsiednich kulturach Quimbaya czy Calima, osiągnęło złotnictwo, w którym używano zarówno czystego złota, jak i tumbaga. 

## Sztuka złotnicza
Dominującą cechą sztuki złotniczej kultury Tolima był schematyzm i symetria w przedstawianiach postaci ludzkich, widoczne szczególnie na naszyjnikach i pektorałach tej kultury. Postacie są dwuwymiarowe, a ich wyobrażenia ulegają znacznej transformacji – niekiedy są kanciaste z liniami ciała poprowadzonymi pod kątem prostym, innym razem kształty są obłe i przedstawiają postacie z ogonami oraz uszami kota bądź nietoperza.
Bogate zbiory przedmiotów sztuki złotniczej kultury Tolima posiada Muzeum Złota w Bogocie.

## Obrządek pogrzebowy
Praktyki pogrzebowe we wspólnotach kultury Tolima były uzależnione od zwyczajów poszczególnych wspólnot, pozycji społecznej zmarłego i czasu upływającego od momentu śmierci. Na obszarach kultury Tolima występował zwyczaj podwójnych pogrzebów: pierwotnych i powtórnych. Pierwotnie zmarłego chowano do grobowców posiadających komnatę boczną lub szyb bezpośredni. W grobach osób o wysokim statusie społecznym składano przedmioty z muszli i naczynia wykonane specjalnie dla celów pogrzebowych, a także złote przedmioty podkreślające ich pozycje w społeczeństwie za życia. Podczas powtórnych pochówków, które miały miejsce kilka lat po pierwszym pogrzebie, resztki ciał zmarłych były odkopywane i umieszczane w urnach grobowych, czasem razem z kośćmi innych osób, a nawet zwierząt. Urny grobowe często ozdobione były figurką ludzką, znajdującą się na pokrywce naczynia bądź tworzącą jego korpus. Urny te były następnie składane do grobowca, przy czym pojedynczy grobowiec mógł pomieścić do 60 urn oraz zawierał także artykuły codziennego użytku i przedmioty potrzebne do malowania ciała. Wśród tych obiektów wyróżniają się krzesła grobowe z malowanymi oparciami, w zdobnictwie których często występuje również sylwetka ludzka w ujęciu schematycznym, otoczona przez płazy i gady.

## Galeria

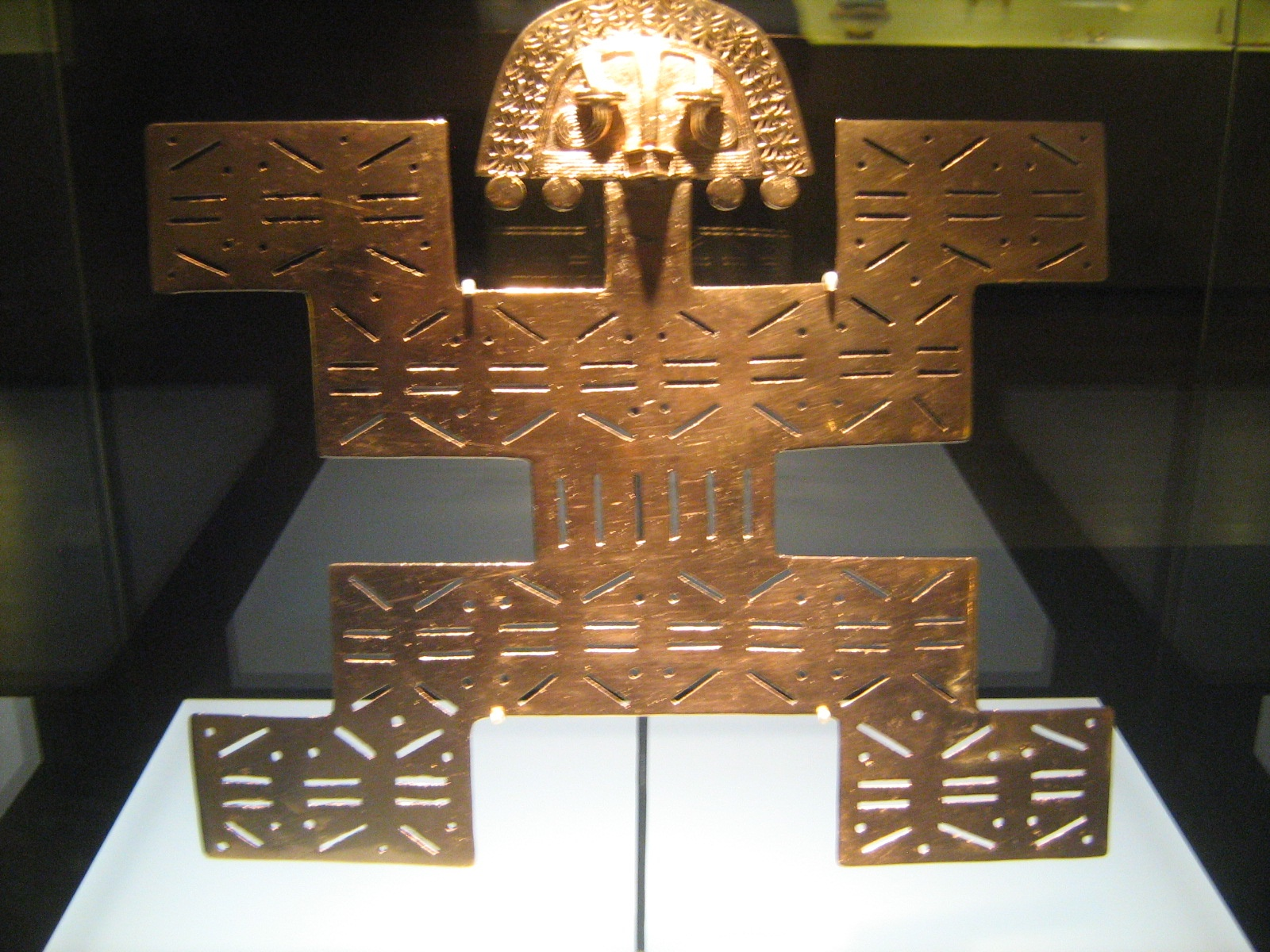
Pektorał z tumbaga, Muzeum Złota w Bogocie
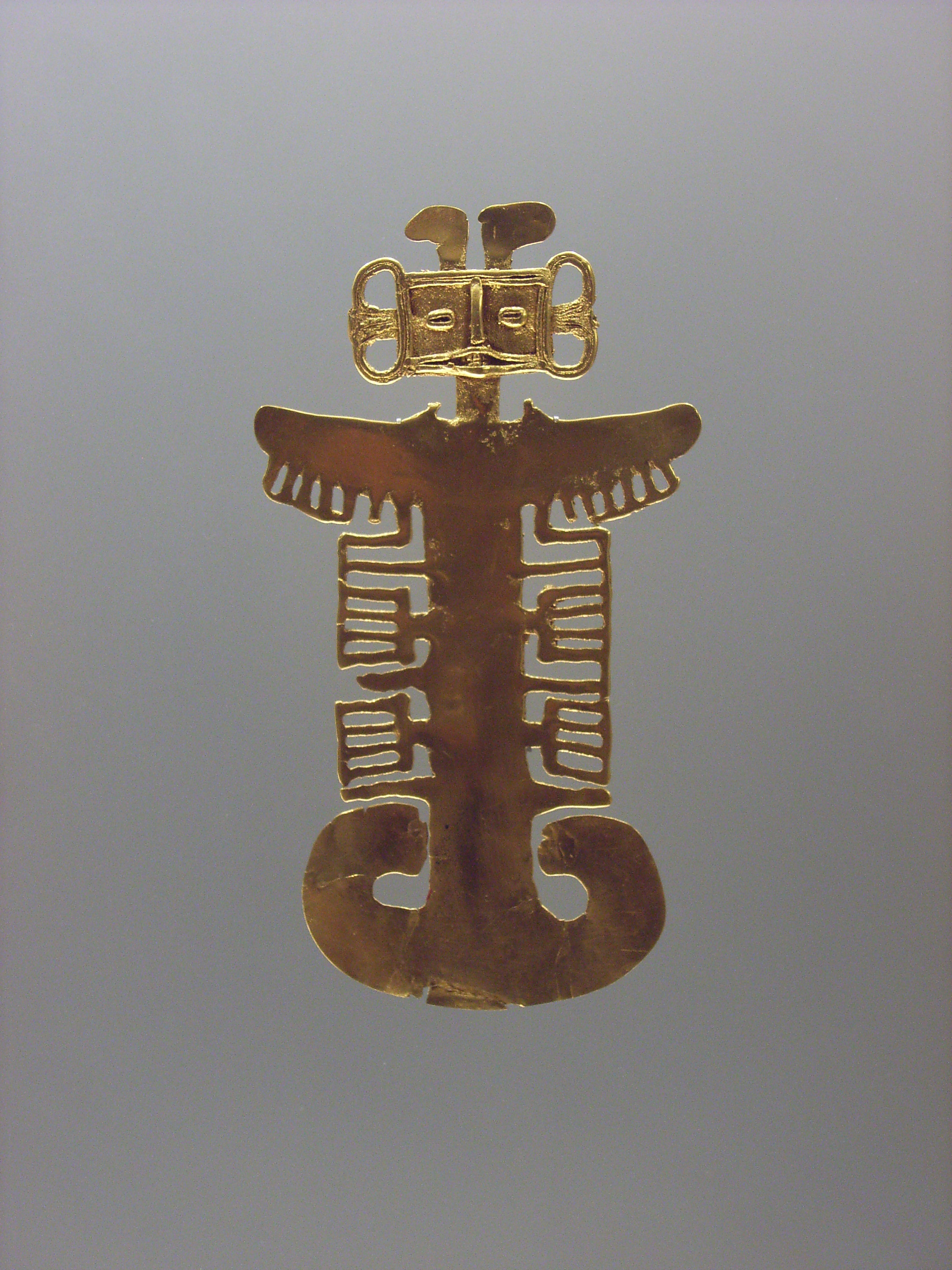
Złota brosza, Muzeum Złota w Bogocie
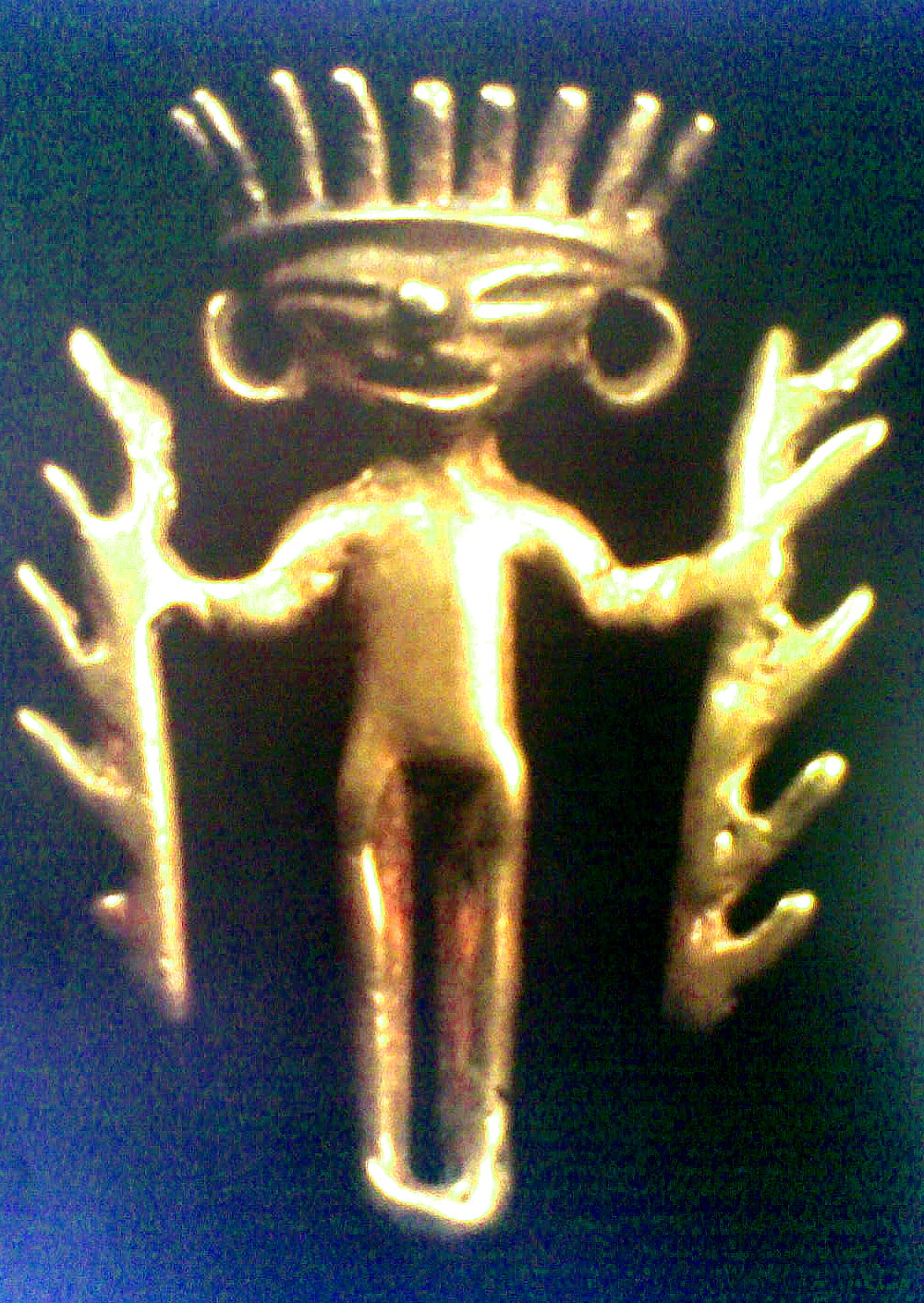
Antropomorficzna figurka ze złota